# Josef Lada
Josef Lada (Hrusice, 17 dicembre 1887 – Praga, 14 dicembre 1957) è stato un grafico e illustratore ceco, completamente autodidatta.
È conosciuto soprattutto per aver illustrato il romanzo di Jaroslav Hašek "Il buon soldato Sc'vèik".
Con l'amico Hašek negli anni venti, fu tra i fondatori del Partito per il progresso moderato nei limiti consentiti dalla legge, che raggranellò solo qualche decina di voti alle elezioni immediatamente successive alla sua fondazione, prima di cadere nell'oblio.
Nel 1947 lo Stato gli conferì il titolo di Artista nazionale.
È sepolto a Praga nel cimitero di Olšany.